# Văn hóa hip hop

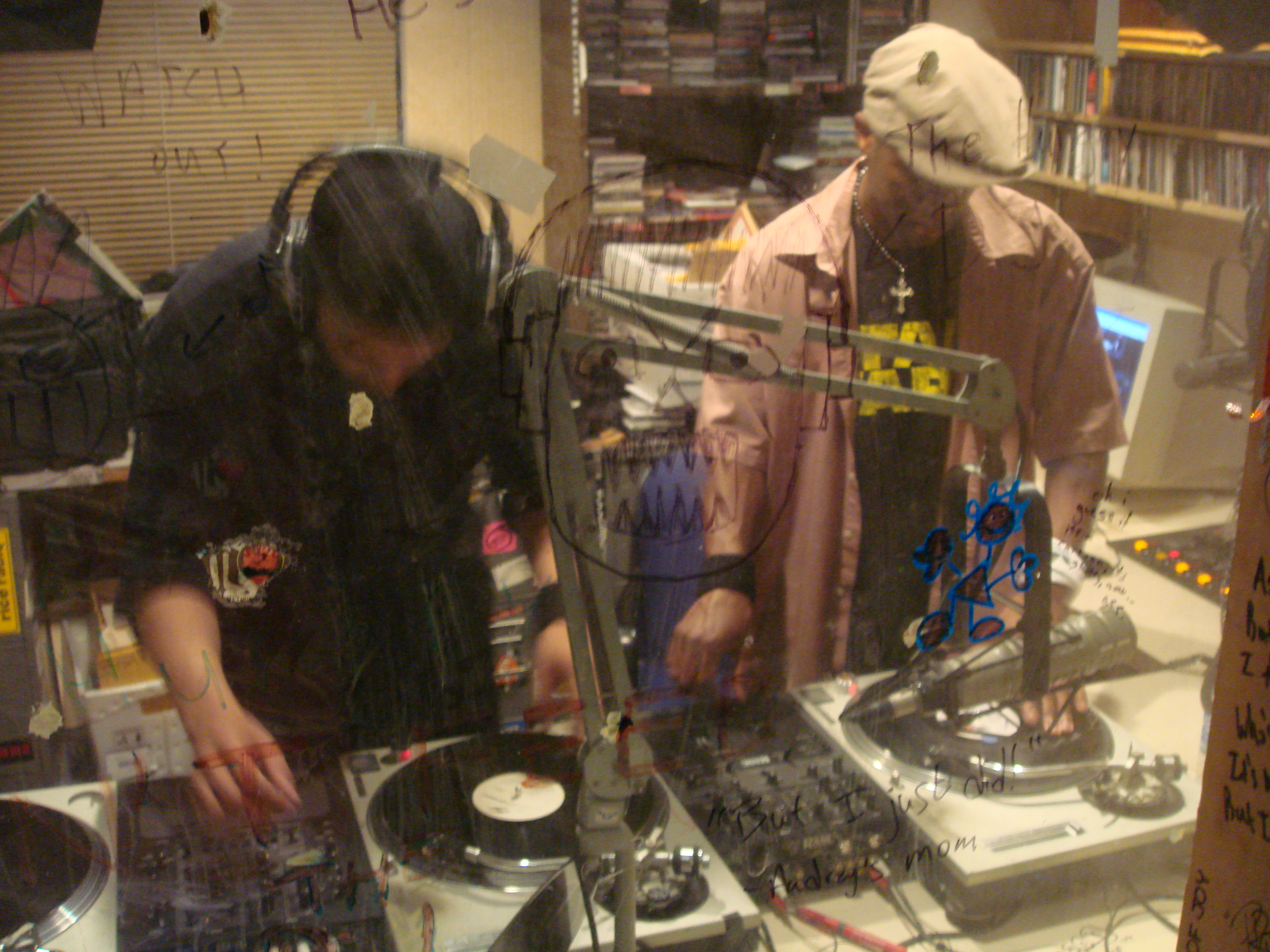
Hai DJ nhạc hip hop đang tạo ra bài nhạc mới bằng cách phối hợp nhiều bản thu từ máy quay đĩa đa năng. Trong ảnh là DJ Hypnotize (bên trái) và DJ Baby Cee (bên phải).

Văn hóa hip hop hay văn hóa hip-hop là một nền văn hóa cũng như một trào lưu nghệ thuật do cộng đồng người Mỹ gốc Phi, gốc Latinh và gốc Caribe sáng tạo ra ở quận Bronx của thành phố New York, nước Mỹ. Nguồn gốc của tên gọi hip hop vẫn còn đang tranh cãi. Người ta cũng đang tranh luận xem văn hóa hip hop khởi nguồn từ phía Nam hay phía Tây quận Bronx.

## Danh mục sách tham khảo
- Ahearn, Charlie; Fricke, Jim, biên tập (2002). Yes Yes Y'All: The Experience Music Project Oral History of Hip Hop's First Decade. New York City, New York: Da Capo Press. ISBN 978-0-306-81184-5.
- Chang, Jeff (November–December 2007). "It's a Hip-hop World". Foreign Policy. Số 163. tr. 58–65.
- Corvino, Daniel; Livernoche, Shawn (2000). A Brief History of Rhyme and Bass: Growing Up With Hip Hop. Tinicum, Pennsylvania: Xlibris Corporation. ISBN 978-1-4010-2851-0.Bản mẫu:Self-published inline
- Diawara, Manthia (1998). In Search of Africa. Cambridge, Massachusetts: Harvard University Press. ISBN 978-0-674-44611-3.
- Gordon, Lewis R. (October–December 2005). "The Problem of Maturity in Hip Hop". Review of Education, Pedagogy and Cultural Studies. Quyển 27 số 4. tr. 367–389. doi:10.1080/10714410500339020.
- Hager, Steven (1984). Hip Hop: The Illustrated History of Breaking Dancing, Rap Music and Graffiti. New York City, New York: St. Martin's Press. ISBN 978-0312373177.
- Kelly, Robin D. G. (1994). Race Rebels: Culture, Politics, and the Black Working Class. New York City, New York: Free Press. ISBN 978-0-684-82639-4.
- Kitwana, Bakari (2002). The Hip-Hop Generation: Young Blacks and the Crisis in African American Culture. New York City, New York: Perseus Books Group. ISBN 978-0-465-02979-2.
- Kitwana, Bakari (2005). Why White Kids Love Hip Hop: Wankstas, Wiggers, Wannabes and the New Reality of Race in America. New York City, New York: Basic Civitas Books. ISBN 978-0-465-03746-9.
- Kolbowski, Silvia (Winter 1998). "Homeboy Cosmopolitan". October. Số 83. tr. 51.
- Light, Alan, biên tập (1999). The VIBE History of Hip-Hop (ấn bản thứ 1). New York City, New York: Three Rivers Press. ISBN 978-0-609-80503-9.
- McLeod, Kembrew (Autumn 1999). "Authenticity Within Hip-Hop and Other Cultures Threatened with Assimilation" (PDF). Journal of Communication. Quyển 49 số 4. tr. 134–150. doi:10.1111/j.1460-2466.1999.tb02821.x. Bản gốc (PDF 1448.9 KB) lưu trữ ngày 18 tháng 3 năm 2009. Truy cập ngày 28 tháng 7 năm 2020. {{Chú thích tạp chí}}: Đã định rõ hơn một tham số trong |archivedate= và |archive-date= (trợ giúp); Đã định rõ hơn một tham số trong |archiveurl= và |archive-url= (trợ giúp)
- Nelson, George (2005). Hip-Hop America (ấn bản thứ 2). St. Louis, Missouri: Penguin Books. ISBN 978-0-14-028022-7.
- Ogbar, Jeffrey O. G. (2007). Hip-Hop Revolution: The Culture and Politics of Rap. Lawrence, Kansas: University Press of Kansas. ISBN 978-0-7006-1547-6.
- Perkins, William E. (1995). Droppin' Science: Critical Essays on Rap Music and Hip Hop Culture. Philadelphia, Pennsylvania: Temple University Press. ISBN 978-1-56639-362-1.
- Ro, Ronin (2001). Bad Boy: The Influence of Sean "Puffy" Combs on the Music Industry. New York City, New York: Pocket Books. ISBN 978-0-7434-2823-1.
- Rose, Tricia (1994). Black Noise: Rap Music and Black Culture in Contemporary America. Middletown, Connecticut: Wesleyan University Press. ISBN 978-0-8195-6275-3.
- Shapiro, Peter (2007). Rough Guide to Hip Hop (ấn bản thứ 2). London, UK: Rough Guides. ISBN 978-1-84353-263-7.
- Steingo, Gavin (tháng 7 năm 2005). "South African Music after Apartheid: Kwaito, the "Party Politic," and the Appropriation of Gold as a Sign of Success". Popular Music and Society. Quyển 28 số 3. tr. 333–357. doi:10.1080/03007760500105172.
- Toop, David (1991). Rap Attack 2: African Rap to Global Hip Hop (ấn bản thứ 2). New York City, New York: Serpent's Tail. ISBN 978-1-85242-243-1.